# تصفيح (بناء)

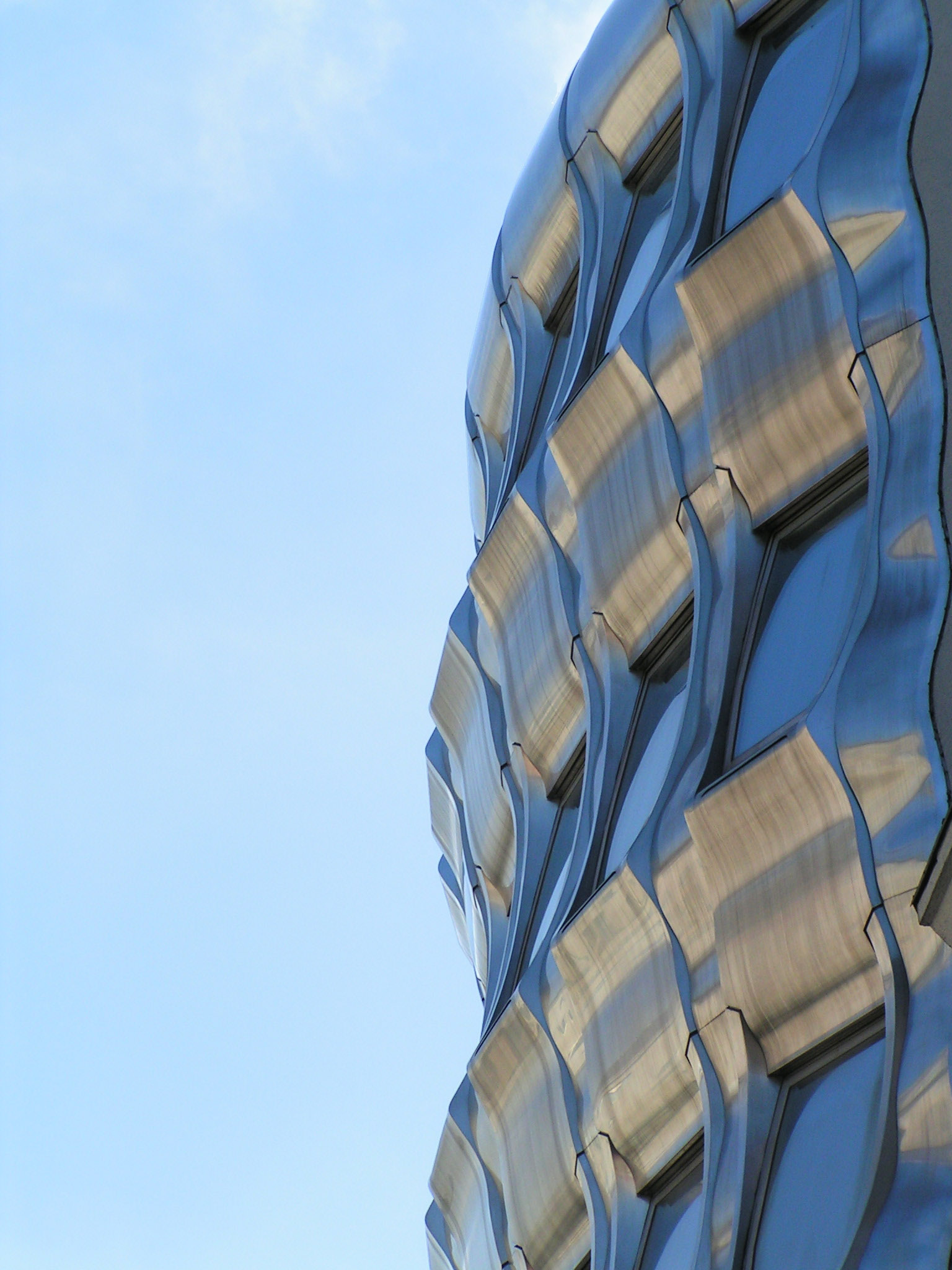
تصفيح واجهة بالألمنيوم.

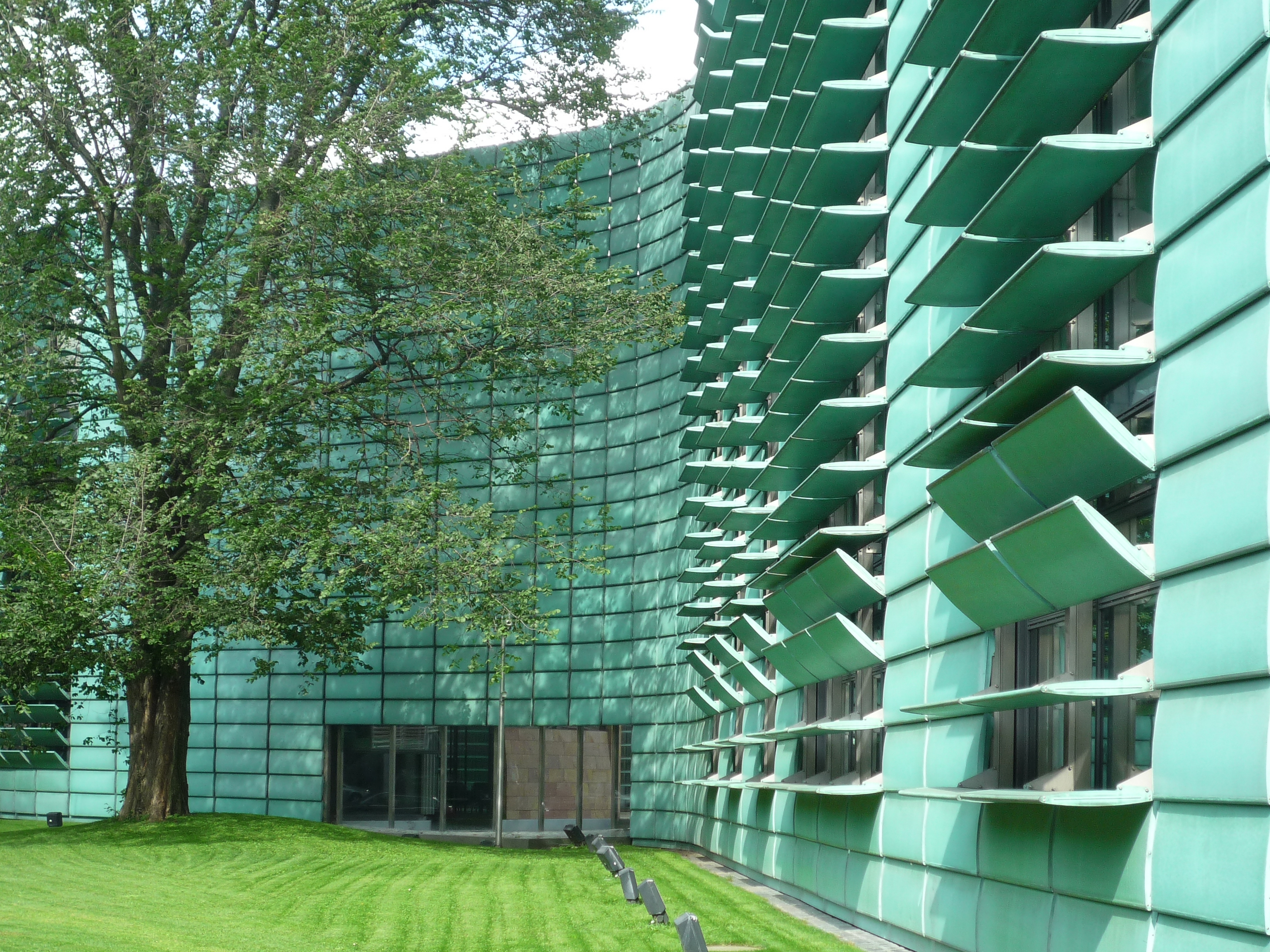
تصفيح واجهة مبنى سفارات دول الشمال في ألمانيا بمادة النحاس.

التصفيح أو التكسية (بالإنجليزية: Cladding) في المباني يشير إلى الطبقة الخارجية لهيكل المبنى بهدف مقاومة الضغوط الميكانيكية والعوامل الكيميائية والغلاف الجوي، بالإضافة إلى انه يمثل مرحلة تشطيب على مستوى جمالي.
هو تنفيذ أحد المواد على أخرى في الطبقة الخارجية للمباني لتوفير طبقة خارجية تهدف إلى السيطرة على ظروف الطقس، أو لأغراض جمالية. لا يشترط أن يكون التصفيح عازلا المياه، إلا إنه يؤدي إلى توجيه مياه الأمطار أو الرياح بطريقة آمنة ومنع تسللها إلى هيكل المبنى. يتم تنفيذ التكسية أيضا على الشبابيك في بعض الأحيان ضمن تخصص هندسي نادر. [مبهم]

ؤخذ أحمال الرياح بعين الاعتبار، ويجب أيضا معرفة الأحجام القياسية المتوفرة من مادة التصفيح سواء كانت حجرية أو معدنية كالنحاس أو الألمنيوم أو غيرها، للحد من هدرها، وهذا يساعد بالتالي على خفض التكاليف. ويعتمد اختيار أي نظام تكسية على التأثير الجمالي المطلوب، كما أن البناء الهندسي يمكن أن يكون له أيضا تأثير على هذا الاختيار.

تعتبر التكسية المعدنية دائمة، وخفيفة الوزن مقارنة مع المواد والتقنيات الأخرى، كما إنها قابلة لإعادة التدوير بعد انتهاء العمر الافتراضي للبناء. ويمكن استخدام التصفيح في التسقيف / أو في أعمال الواجهات بحيث تكون أرخص من الألواح أو أنواع البلاط، خصوصا عندما تؤخذ قوى التحمل بالاعتبار، واللون الدائم، بألإضافة إلى عدم الحاجة للصيانة وخفة الوزن.

## وصلات خارجية
- دليل تركيب تصفيح الواجهات بالنحاس.